# Жук Ірина Геннадіївна
Ірина Геннадіївна Жук (біл. Ірына Генадзеўна Жук, до шлюбу — Яколцевич (біл. Якалцэвіч), нар. 26 січня 1993) — білоруська легкоатлетка, яка спеціалізується у стрибках з жердиною, чемпіонка Універсіади (2017), багаторазова чемпіонка та рекордсменка Білорусі.
У 2018 взяла шлюб з білоруським багатоборцем Віталієм Жуком.

## Спортивна кар'єра
У 2021 стала першою у загальному заліку Світового туру в приміщенні у стрибках з жердиною, внаслідок чого здобула право взяти участь у чемпіонаті світу в приміщенні-2022.

## Галерея

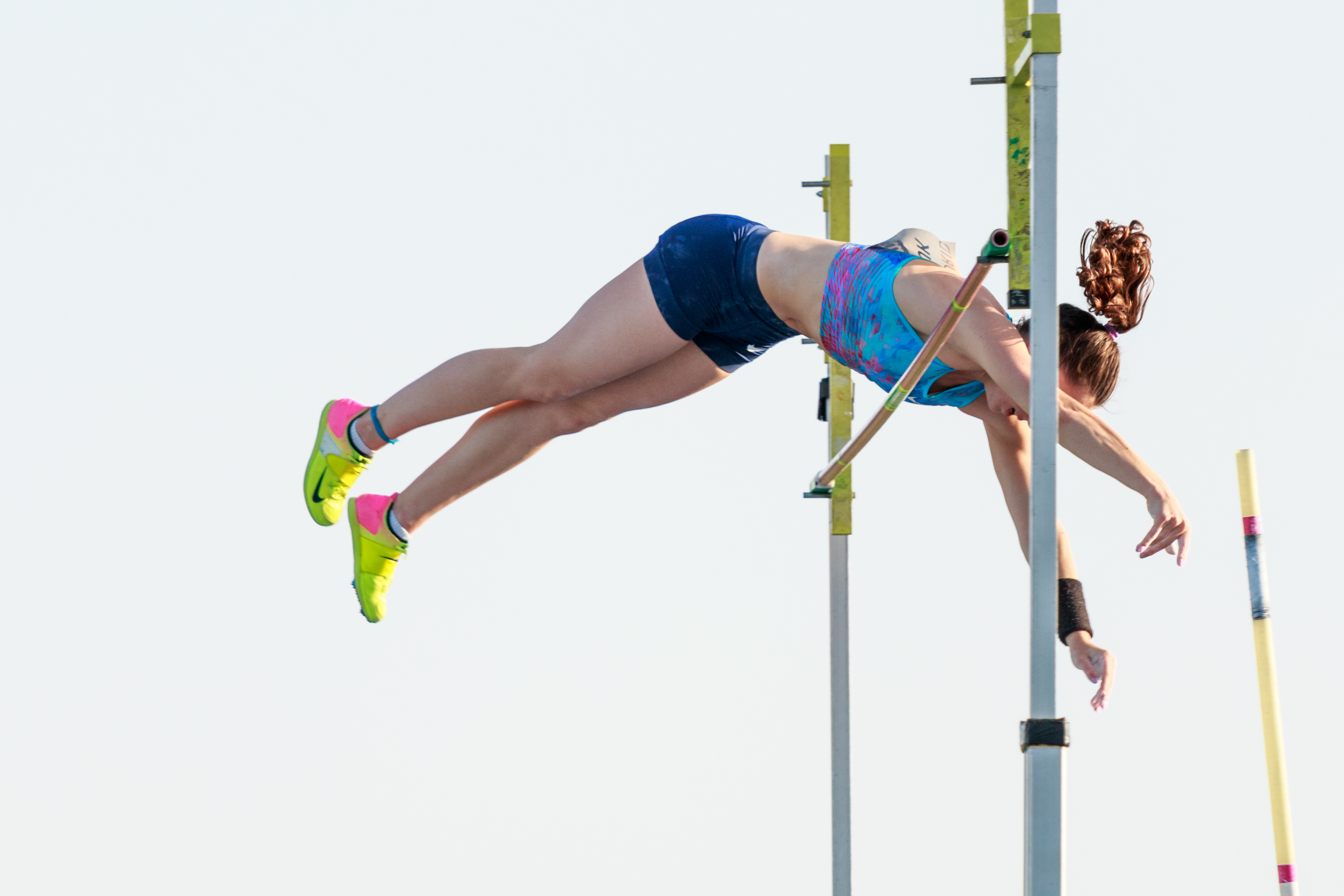
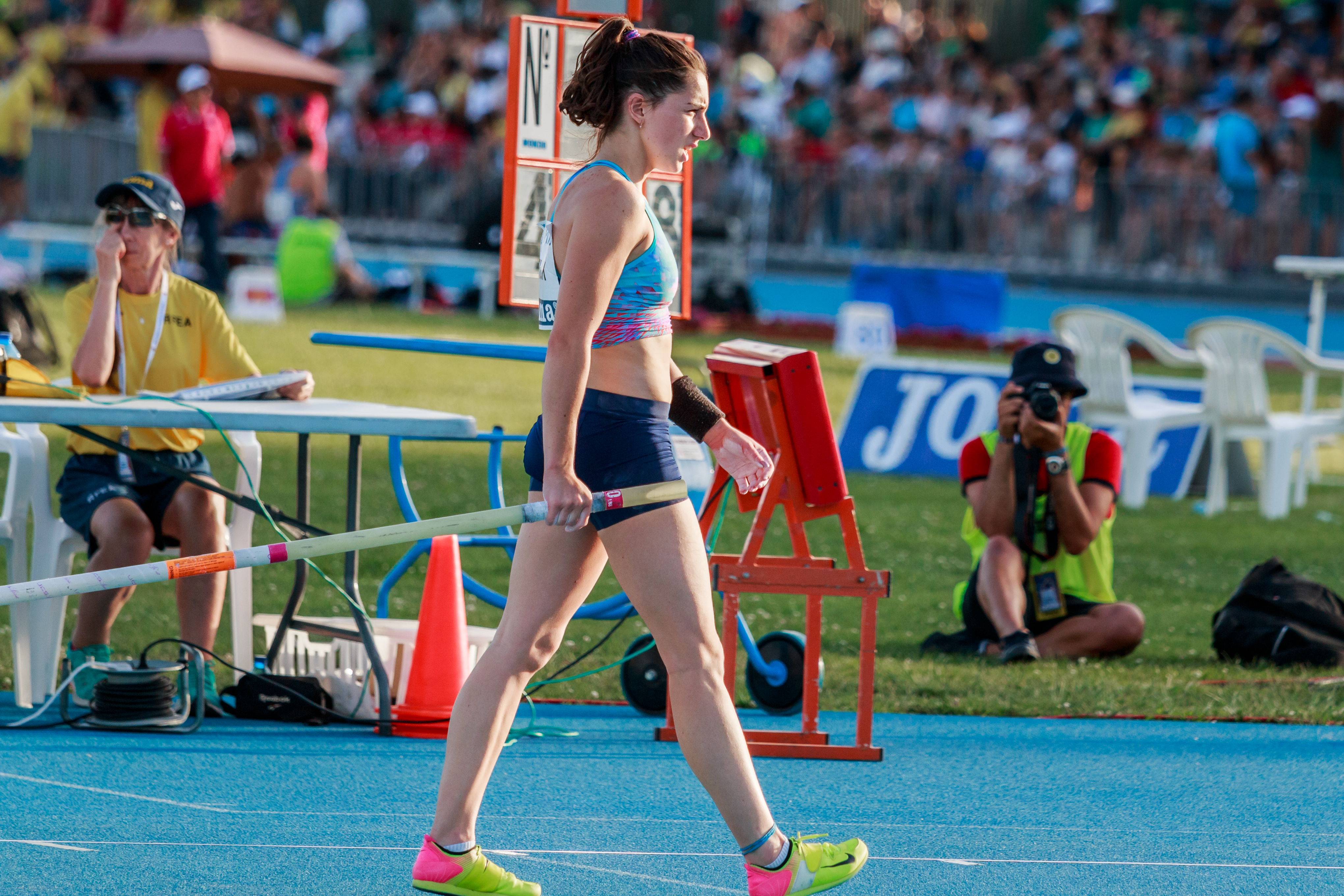

## Основні міжнародні виступи
| Рік  | Змагання                      | Місто          | Місце | Примітки |
| ---- | ----------------------------- | -------------- | ----- | -------- |
| 2010 | Юнацькі Олімпійські ігри      | Сінгапур       | 10    |          |
| 2012 | Чемпіонат світу серед юніорів | Барселона      | 2кв8  |          |
| 2013 | Командний чемпіонат Європи    | Ґейтсгед       | NH    |          |
| 2015 | Командний чемпіонат Європи    | Чебоксари      | 9     |          |
| 2015 | Чемпіонат Європи серед молоді | Таллінн        | 4     |          |
| 2016 | Чемпіонат Європи              | Амстердам      | 12    |          |
| 2016 | Олімпійські ігри              | Ріо-де-Жанейро | 2кв17 |          |
| 2017 | Чемпіонат Європи в приміщенні | Белград        | 12    |          |
| 2017 | Командний чемпіонат Європи    | Лілль          | 2     |          |
| 2017 | Чемпіонат світу               | Лондон         | NH    |          |
| 2017 | Універсіада                   | Тайбей         | 1     |          |
| 2018 | Чемпіонат Європи              | Берлін         | 7     |          |
| 2019 | Чемпіонат Європи в приміщенні | Глазго         | 6     |          |
| 2019 | Чемпіонат світу               | Доха           | 7     |          |
| 2021 | Чемпіонат Європи в приміщенні | Торунь         | 3     |          |